# Róża Hermanowá
Róża Maria Hermanowá (16. ledna 1902, Lodž – 7. března 1995, Lodž) byla polská šachistka, civilním povoláním lékařka.
Na prvních dvou ženských mistrovstvích Polska v šachu roku 1935 a 1937 skončila na čtvrtém, resp. na šestém místě a na ženském superturnaji v Semmeringu roku 1936 skončila jedenáctá.. Roku 1939 zvítězila společně s Reginou Gerleckou na mistrovství Varšavy v šachu žen.
Zvítězila na prvních dvou poválečných ženských mistrovstvích Polska v šachu (1949 a 1950) a roku 1951 byla druhá za Kristynou Radzikowskou.
Třikrát se zúčastnila turnaje o titul mistryně světa v šachu (1935 ve Varšavě, kdy se společně s Edith Hollowayovou dělila o šesté a sedmé místo, 1937 ve Stockholmu, kde skončila na desátém až šestnáctém místě), a na přelomu let 1949–1950 v Moskvě, kde se umístila na posledním šestnáctém místě).
Roku 1950 jí FIDE udělila titul mezinárodní mistryně.

## Výsledky na MS v šachu žen
| Rok       | Turnaj                           | Místo     | Výsledek  | Pořadí  |
| 1935      | 5. mistrovství světa v šachu žen | Varšava   | +3 −5 =1  | 6.-7.   |
| 1937      | 6. mistrovství světa v šachu žen | Stockholm | 7/14      | 10.-16. |
| 1949–1950 | 8. mistrovství světa v šachu žen | Moskva    | +1 −10 =4 | 16.     |